# 静岡県立森高等学校
静岡県立森高等学校（しずおかけんりつもりこうとうがっこう）は、静岡県周智郡森町に所在した公立の高等学校。2009年4月に静岡県立周智高等学校との統合で静岡県立遠江総合高等学校となり、閉校となった。

## 設置学科
- 普通科

## 所在地
- 〒437-0215 静岡県周智郡森町森2000番地

## 沿革
- 1919年（大正8年） - 町立森町実科高等女学校 として設立。
- 1936年（昭和11年） - 「静岡県森町高等女学校」と改称。
- 1945年（昭和20年） - 森町外19ヵ町村高等女学校組合立移管。
- 1947年（昭和22年） - 県立移管、校名を「静岡県立森高等女学校」と改称。
- 1948年（昭和23年） - 「静岡県立森高等学校」と改称。
- 1949年（昭和24年） - 静岡県立周智農業高等学校（後の周智高等学校）との統合により、「静岡県立周智高等学校」と改称。
- 1953年（昭和28年） - 普通科と農業科がそれぞれ統合前の旧態に分離独立し、「静岡県立森高等学校」と改称。
- 2009年（平成21年） - 静岡県立周智高等学校との統合により、「静岡県立遠江総合高等学校」となり、閉校した。

## 出身者
- 杭迫柏樹 (書家)